# Euganei
Gli Euganei erano un gruppo di popolazioni, difficilmente definibile, stanziato nelle zone pianeggianti e montuose dell'Italia nord-orientale, tra le Alpi Orientali e l'Adriatico. Con l'arrivo dei Veneti si ritirarono nelle valli alpine, confondendosi con i Reti. 
Plinio il Vecchio, rifacendosi a Catone, afferma che gli Euganei si dividevano in tre stirpi, i Triumpilini (Val Trompia), i Camuni (Val Camonica) e gli Stoni. Tutte queste popolazioni vennero romanizzate prima dell'inizio dell'era volgare.

## Storia
Si è ipotizzato che "Euganei" derivi dal greco εὐγενεῖς ("di nobile stirpe"), ma è possibile anche un collegamento con Ingauni, una popolazione ligure. Più probabilmente, è il termine con il quale i Veneti si riferivano a un insieme non omogeneo di tribù che, al momento del loro arrivo nell'Italia nord-orientale, occupavano la vasta area che va dall'Istria al Garda (o all'Oglio).
Secondo quanto riferito dalla nota leggenda sull'origine dei Veneti (tramandata da una tragedia di Sofocle e ripresa da Tito Livio), furono proprio questi ultimi a scacciare gli Euganei i quali, ritiratisi nelle vallate alpine, si mescolarono ai Reti; non si esclude, tuttavia, che con "Reti" si indicassero gli stessi Euganei dopo tale migrazione.
Ulteriormente pressati dall'arrivo dei Galli (V secolo a.C.), le tribù euganee mantennero la propria indipendenza sino alla fine del II secolo a.C., quando Quinto Marcio Re e Marco Emilio Scauro sottomisero gli Stoni a Roma; Camuni e Triumpilini vennero assoggettati definitivamente da Augusto nel 16 a.C. Gli Euganei accettarono di buon grado la dominazione romana, come dimostrano i monumenti eretti in onore della dinastia augustea e l'esistenza di un pagus detto Livius da Livia Drusilla.
Secondo Plinio, sempre richiamandosi a Catone, gli Euganei erano distribuiti in 34 oppida tra i quali spiccava il "capoluogo" Stoenos, località alpina di difficile identificazione. Lo stesso Plinio ricorda come Verona fosse una città di origine retica e euganea.

## Toponomastica
La letteratura dell'epoca imperiale continuò ad utilizzare il termine "Euganeo" non come etnico, ma come nome geografico dotto per indicare l'Italia nord-orientale, o come sinonimo di Patavinus (si vedano Lucano, Silio Italico, Marziale, Giovenale).
L'espressione "colli Euganei", con la quale si indica il gruppo di rilievi posto a sudovest di Padova, è invece un'invenzione del Rinascimento, mentre ancor più tarda è "Venezia Euganea", coniata dal linguista Graziadio Isaia Ascoli.